# Lô hội lá ngắn
Lô hội lá ngắn (danh pháp: Aloe perfoliata) là một loài thực vật có hoa trong họ Măng tây. Loài này được L. mô tả khoa học đầu tiên năm 1753.

## Hình ảnh

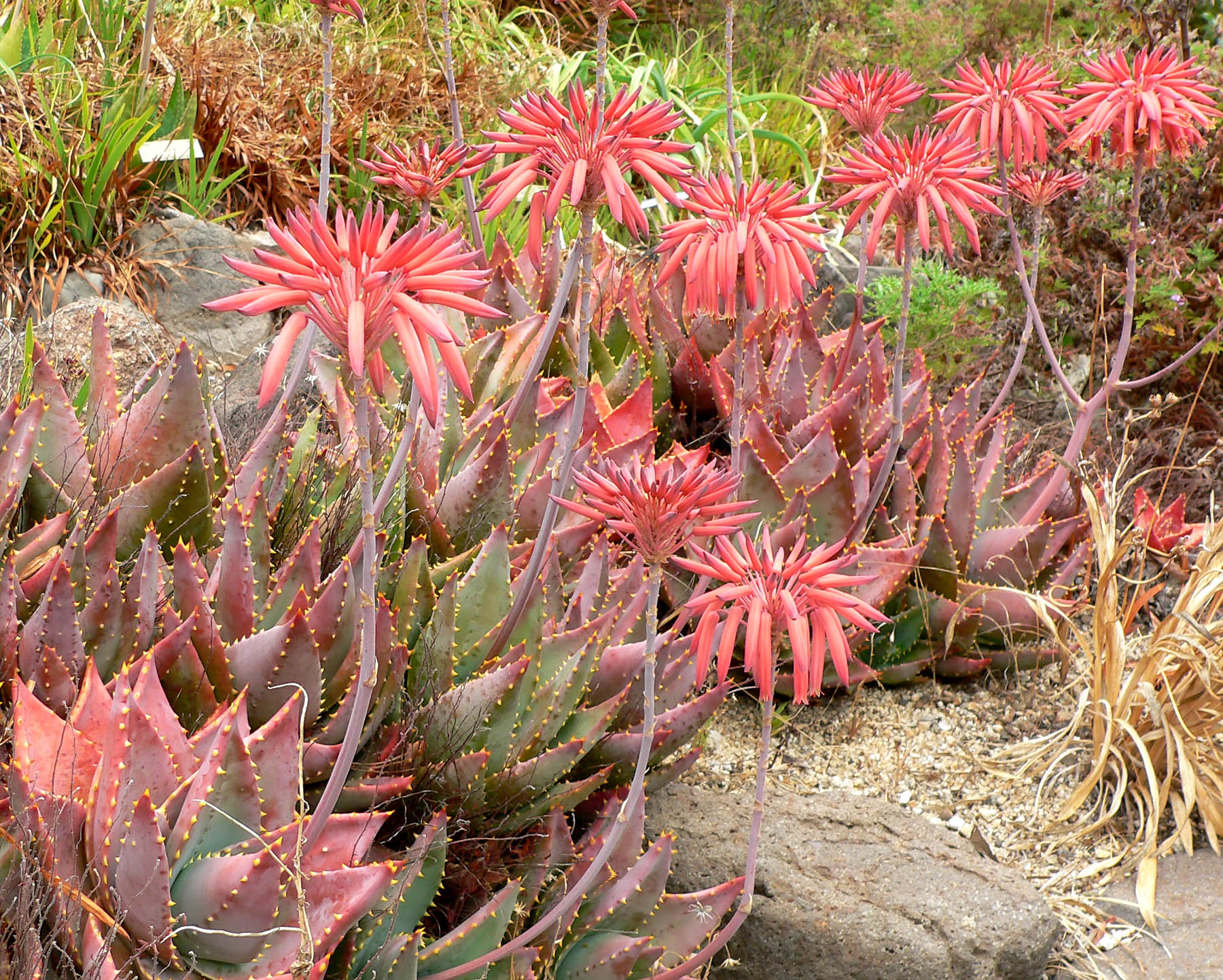
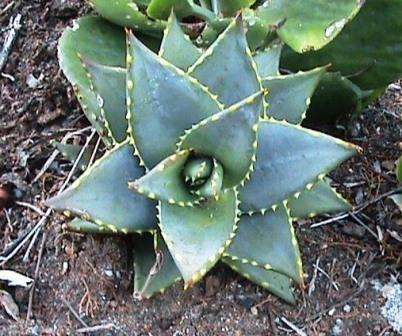
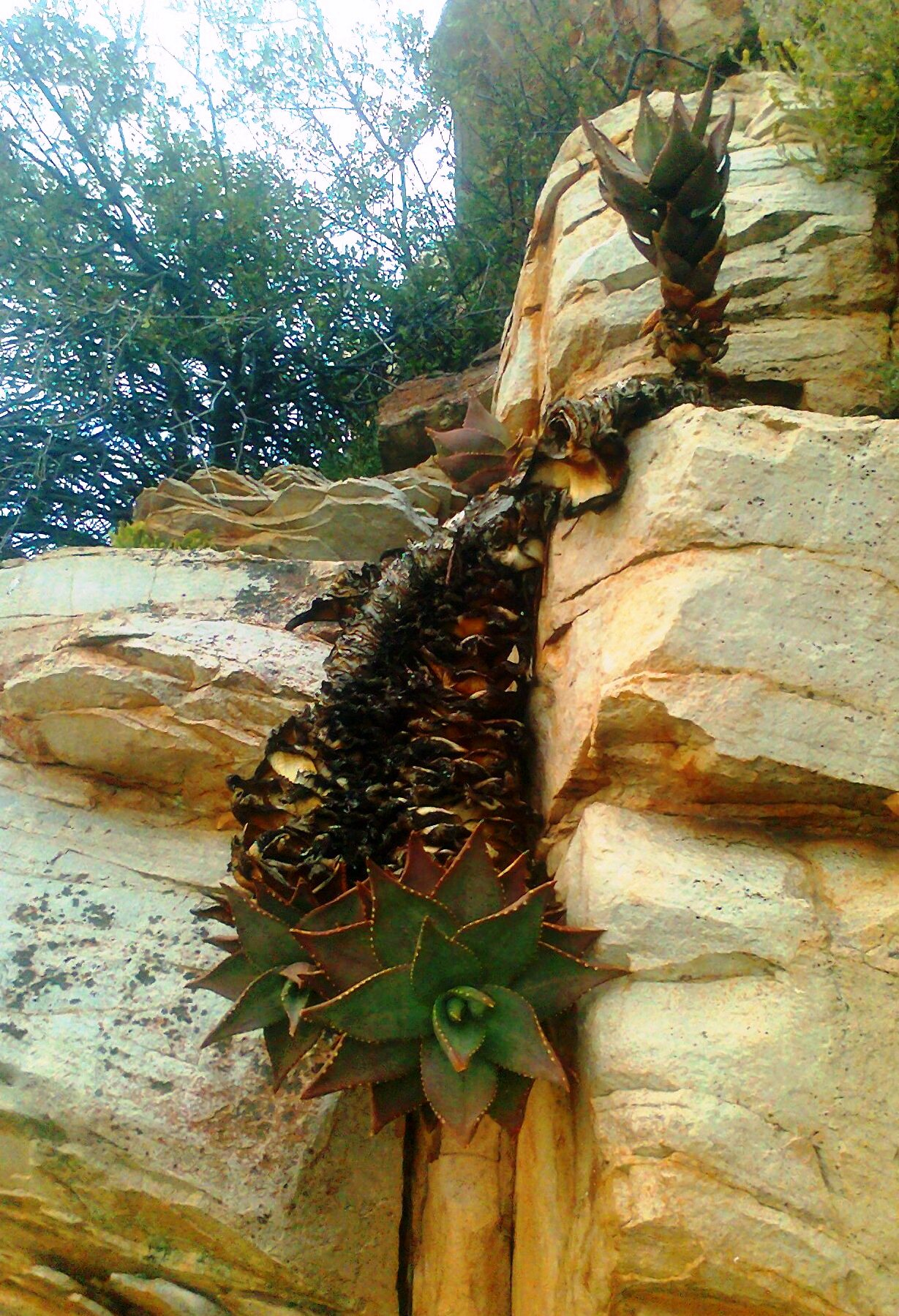
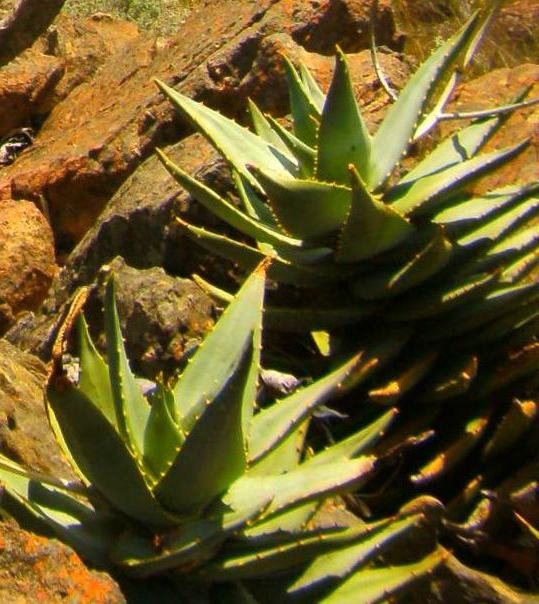